# Padenia triseparata
Padenia triseparata là một loài bướm đêm thuộc phân họ Arctiinae, họ Erebidae.